# 4 juillet 1958
Le vendredi 4 juillet 1958 est le 185e jour de l'année 1958.

## Naissances
- André Frédéric, homme politique belge
- Carl Valentine, joueur de football canadien
- Catherine Delors, écrivaine française
- Deon Meyer, scénariste, réalisateur et auteur de roman policier sud-africain
- Elena Horvat, rameuse roumaine
- Jean-Yves Le Talec, sociologue français
- Leo Müller, homme politique suisse

## Décès
- Fernando de Fuentes (né le 13 décembre 1894), réalisateur mexicain
- Georges Ripert (né le 22 avril 1880), professeur de droit et homme politique français
- Hjalmar Fredrik Gjertsen (né le 6 juillet 1885), navigateur et explorateur polaire norvégien
- Tagi Ismayilov (né en 1887), homme politique soviétique

## Événements
- Création de l'aéroport de Simara